# Armoiries de Saint-Barthélemy
Le blason de Saint-Barthélemy est composé d'un champ d'azur chargé d'une fasce de gueules. Dans le chef, on peut voir trois fleurs de lys représentant la souveraineté française, sur la fasce on voit une croix de Malte qui rappelle la possession et le gouvernement des Hospitaliers de l'ordre de Saint-Jean de Jérusalem et dans la pointe, trois couronnes royales en souvenir de l'époque où l'île était possession de la couronne de Suède. Deux pélicans soutiennent le blason. Dans la partie inférieure, on peut voir sur une ceinture d'argent, le nom que les Arawaks donnaient à Saint-Barthélemy : Ouanalao. 
Les armoiries de Saint-Barthélemy se blasonnent ainsi : Tiercé en fasce, en I d'azur à trois fleurs de lys d'or posées en fasce, en II de gueules à la croix de Malte d'argent, en III, d'azur aux trois couronnes d'or. 